# ناشر الفلبين
ناشر الفلبين (الاسم العلمي:Naja philippinensis) هو نوع من الزواحف تتبع جنس الناشرات الحقيقية من فصيلة العرابيد.